# William Anthony Douglass
William Anthony Douglass, né le 24 décembre 1939 à Reno, est un anthropologue américain, professeur émérite au Center for Basque Studies.

## Biographie
William A. Douglass étudie à l'université du Nevada à Reno, d'Oslo, de Californie à Berkeley, et de Chicago.
En 1967, William A. Douglass obtient son doctorat en anthropologie sociale à l'Université de Chicago et la même année il prend en charge le lancement et la coordination du programme d'études basques (Desert Research Institute) à l'université du Nevada à Reno. Il le dirige pendant 33 ans, jusqu'à sa retraite en 2000.
Depuis 1963, William A. Douglass effectue durant plusieurs années des recherches de terrain au Pays basque, en particulier à Etxalar (Navarre) et Aulestia (Biscaye). Il étudie également sur la présence basque dans l'Ouest américain, l'Australie et plusieurs pays d'Amérique latine. Il fait également des recherches anthropologiques dans le sud de l'Italie et sur des questions identitaire et le terrorisme.
En 1984, il reçoit un doctorat honorifique de l'université du Pays basque. Plus tard, il devient membre honoraire d'Euskaltzaindia ou Académie de la langue basque, et en 1999 le prix « Lagun Onari » du Gouvernement basque et professeur émérite du Center for Basque Studies à l'Université de Reno (Nevada).